# Giuseppe Panico
Giuseppe Antonio Panico (Ottaviano, 10 maggio 1997) è un calciatore italiano, attaccante dell'Avellino.

## Biografia
Nato ad Ottaviano, è stato poi adottato da una famiglia di Sezze.

## Caratteristiche tecniche
Attaccante molto agile, con un buon senso del gol, è abile anche nella fase difensiva; per le sue caratteristiche è stato paragonato a Ciro Immobile.

## Carriera

### Club
Gioca nel settore giovanile del Genoa, società con la quale nel corso della stagione 2014-2015 esordisce nei professionisti, giocando gli ultimi 9 minuti della partita persa per 3-1 sul campo del Sassuolo il 31 maggio 2015, ultima giornata del campionato di Serie A. Anche nella stagione successiva continua a giocare stabilmente con la formazione Primavera genoana, venendo saltuariamente aggregato alla prima squadra, con la quale disputa una seconda partita, il 23 agosto 2015, scendendo in campo negli ultimi 7 minuti della sfida persa per 1-0 dalla squadra ligure sul campo del Palermo, nella prima giornata del campionato 2015-2016.
Nell'estate del 2016 passa in prestito al Cesena, formazione di Serie B, con la quale oltre a segnare un gol (il suo primo da professionista) in 2 presenze in Coppa Italia, nel corso della stagione gioca 15 partite nel campionato cadetto, nelle quali non realizza nessuna rete; viene inoltre anche aggregato in alcune occasioni alla squadra Primavera dei romagnoli, con la quale segna 4 reti in 3 partite di campionato.
Il 31 gennaio 2018 passa in prestito al Teramo fino a fine stagione. Con la società abruzzese colleziona 8 presenze in campionato.
Il 13 luglio 2018 si trasferisce a titolo definitivo al Cittadella, in Serie B. Il 1º settembre 2020 viene tesserato dal Novara, club di Serie C.
Il 12 agosto 2021 firma per la Juve Stabia; il 18 gennaio 2022 viene acquistato dalla Pro Vercelli.
Il 19 luglio 2022 firma un contratto triennale con il Crotone. Dopo sei mesi di prestito alla Lucchese, l'11 luglio 2023 passa in prestito annuale con obbligo di riscatto alla Carrarese, con cui conquista una promozione in Serie B vincendo i play-off; nella stagione 2024-2025 viene riscattato dal club toscano, con cui gioca quindi nella serie cadetta.
Il 7 gennaio 2025 viene ceduto in prestito all'Avellino.

### Nazionale
Tra il 2013 ed il 2014 ha realizzato 8 reti in 14 presenze con la nazionale Under-17, con la quale ha inoltre disputato gli Europei di categoria nel 2014 (6 presenze e 3 reti nella manifestazione). Nel biennio seguente ha inoltre giocato 3 partite senza mai segnare con la nazionale Under-18, mentre tra il 2015 ed il 2016 ha totalizzato 18 presenze e 4 reti con la maglia dell'Under-19, con la quale ha partecipato agli Europei del 2015 ed a quelli Europei del 2016, nei quali gli azzurrini hanno perso la finale contro i pari età della Francia, ottenendo la qualificazione ai Mondiali Under-20 del 2017.
Nel 2017 Panico viene convocato per disputare i Mondiali Under-20: fa il suo esordio nella manifestazione nella prima giornata della fase a gironi, il 21 maggio 2017, giocando gli ultimi 6 minuti della partita persa per 1-0 contro l'Uruguay. Segna il suo primo gol nel torneo il 27 maggio, nell'ultima partita della fase a gironi pareggiata 2-2 contro i pari età del Giappone e si ripete il 1º giugno nella partita contro la Francia segnando il gol del definitivo 2-1 per gli azzurrini.

## Statistiche

### Presenze e reti nei club
Statistiche aggiornate al 10 maggio 2025.
| Stagione          | Squadra           | Campionato        | Campionato | Campionato | Coppe nazionali | Coppe nazionali | Coppe nazionali | Coppe continentali | Coppe continentali | Coppe continentali | Altre coppe | Altre coppe | Altre coppe | Totale | Totale |
| Stagione          | Squadra           | Comp              | Pres       | Reti       | Comp            | Pres            | Reti            | Comp               | Pres               | Reti               | Comp        | Pres        | Reti        | Pres   | Reti   |
| ----------------- | ----------------- | ----------------- | ---------- | ---------- | --------------- | --------------- | --------------- | ------------------ | ------------------ | ------------------ | ----------- | ----------- | ----------- | ------ | ------ |
| 2014-2015         | Genoa             | A                 | 1          | 0          | CI              | 0               | 0               | -                  | -                  | -                  | -           | -           | -           | 1      | 0      |
| 2015-2016         | Genoa             | A                 | 1          | 0          | CI              | 0               | 0               | -                  | -                  | -                  | -           | -           | -           | 1      | 0      |
| Totale Genoa      | Totale Genoa      | Totale Genoa      | 2          | 0          |                 | 0               | 0               |                    | -                  | -                  |             | -           | -           | 2      | 0      |
| 2016-2017         | Cesena            | B                 | 15         | 0          | CI              | 2               | 1               | -                  | -                  | -                  | -           | -           | -           | 17     | 1      |
| 2017-gen. 2018    | Cesena            | B                 | 9          | 0          | CI              | 1               | 0               | -                  | -                  | -                  | -           | -           | -           | 10     | 0      |
| Totale Cesena     | Totale Cesena     | Totale Cesena     | 24         | 0          |                 | 3               | 1               |                    | -                  | -                  |             | -           | -           | 27     | 1      |
| gen.-giu. 2018    | Teramo            | C                 | 8          | 0          | CI-C            | 0               | 0               | -                  | -                  | -                  | -           | -           | -           | 8      | 0      |
| 2018-2019         | Cittadella        | B                 | 24+3       | 3+1        | CI              | 0               | 0               | -                  | -                  | -                  | -           | -           | -           | 27     | 4      |
| 2019-2020         | Cittadella        | B                 | 23+1       | 4          | CI              | 3               | 0               | -                  | -                  | -                  | -           | -           | -           | 27     | 4      |
| Totale Cittadella | Totale Cittadella | Totale Cittadella | 47+4       | 7+1        |                 | 3               | 0               |                    | -                  | -                  |             | -           | -           | 54     | 8      |
| 2020-2021         | Novara            | C                 | 35         | 5          | CI              | 1               | 1               | -                  | -                  | -                  | -           | -           | -           | 36     | 6      |
| 2021-gen. 2022    | Juve Stabia       | C                 | 19         | 1          | CI-C            | 1               | 1               | -                  | -                  | -                  | -           | -           | -           | 20     | 2      |
| gen.-giu. 2022    | Pro Vercelli      | C                 | 18+2       | 4          | -               | -               | -               | -                  | -                  | -                  | -           | -           | -           | 20     | 4      |
| 2022-gen. 2023    | Crotone           | C                 | 7          | 0          | CI-C            | 3               | 1               | -                  | -                  | -                  | -           | -           | -           | 10     | 1      |
| gen.-giu. 2023    | Lucchese          | C                 | 16+1       | 5          | CI-C            | -               | -               | -                  | -                  | -                  | -           | -           | -           | 17     | 5      |
| 2023-2024         | Carrarese         | C                 | 36+8       | 10+1       | CI-C            | 1               | 0               | -                  | -                  | -                  | -           | -           | -           | 45     | 11     |
| 2024-gen. 2025    | Carrarese         | B                 | 15         | 0          | CI              | 2               | 1               | -                  | -                  | -                  | -           | -           | -           | 17     | 1      |
| Totale Carrarese  | Totale Carrarese  | Totale Carrarese  | 51+8       | 10+1       |                 | 3               | 1               |                    | -                  | -                  |             | -           | -           | 62     | 12     |
| gen.-giu. 2025    | Avellino          | C                 | 14         | 1          | CI-C            | 0               | 0               | -                  | -                  | -                  | SC-C        | 2           | 0           | 16     | 1      |
| Totale carriera   | Totale carriera   | Totale carriera   | 241+15     | 35         |                 | 14              | 5               |                    | -                  | -                  |             | 2           | 0           | 272    | 40     |

### Cronologia presenze e reti in nazionale
| Cronologia completa delle presenze e delle reti in nazionale ― Italia under 20 | Cronologia completa delle presenze e delle reti in nazionale ― Italia under 20 | Cronologia completa delle presenze e delle reti in nazionale ― Italia under 20 | Cronologia completa delle presenze e delle reti in nazionale ― Italia under 20 | Cronologia completa delle presenze e delle reti in nazionale ― Italia under 20 | Cronologia completa delle presenze e delle reti in nazionale ― Italia under 20 | Cronologia completa delle presenze e delle reti in nazionale ― Italia under 20 | Cronologia completa delle presenze e delle reti in nazionale ― Italia under 20 |
| Data                                                                           | Città                                                                          | In casa                                                                        | Risultato                                                                      | Ospiti                                                                         | Competizione                                                                   | Reti                                                                           | Note                                                                           |
| ------------------------------------------------------------------------------ | ------------------------------------------------------------------------------ | ------------------------------------------------------------------------------ | ------------------------------------------------------------------------------ | ------------------------------------------------------------------------------ | ------------------------------------------------------------------------------ | ------------------------------------------------------------------------------ | ------------------------------------------------------------------------------ |
| 1-9-2016                                                                       | Lubecca                                                                        | Germania under 20                                                              | 0 – 1                                                                          | Italia under 20                                                                | Torneo Quattro Nazioni                                                         | -                                                                              |                                                                                |
| 6-10-2016                                                                      | Gorgonzola                                                                     | Italia under 20                                                                | 3 – 0                                                                          | Polonia under 20                                                               | Torneo Quattro Nazioni                                                         | -                                                                              | 73’                                                                            |
| 10-11-2016                                                                     | Rovereto                                                                       | Italia under 20                                                                | 0 – 1                                                                          | Germania under 20                                                              | Torneo Quattro Nazioni                                                         | -                                                                              | 83’                                                                            |
| 23-3-2017                                                                      | Breslavia                                                                      | Polonia under 20                                                               | 3 – 1                                                                          | Italia under 20                                                                | Torneo Quattro Nazioni                                                         | -                                                                              | 83’                                                                            |
| 10-5-2017                                                                      | Firenze                                                                        | Italia under 20                                                                | 0 – 0                                                                          | Venezuela under 20                                                             | Amichevole                                                                     | -                                                                              | 46’                                                                            |
| 21-5-2017                                                                      | Suwon                                                                          | Italia under 20                                                                | 0 – 1                                                                          | Uruguay under 20                                                               | Mondiali Under-20 2017 - Fase a gironi                                         | -                                                                              | 84’                                                                            |
| 24-5-2017                                                                      | Suwon                                                                          | Sudafrica under 20                                                             | 0 – 2                                                                          | Italia under 20                                                                | Mondiali Under-20 2017 - Fase a gironi                                         | -                                                                              | 69’                                                                            |
| 27-5-2017                                                                      | Cheonan                                                                        | Giappone under 20                                                              | 2 – 2                                                                          | Italia under 20                                                                | Mondiali Under-20 2017 - Fase a gironi                                         | 1                                                                              | 66’                                                                            |
| 1-6-2017                                                                       | Cheonan                                                                        | Francia under 20                                                               | 1 – 2                                                                          | Italia under 20                                                                | Mondiali Under-20 2017 - Ottavi di finale                                      | 1                                                                              | 70’                                                                            |
| 5-6-2017                                                                       | Suwon                                                                          | Zambia under 20                                                                | 2 – 3 dts                                                                      | Italia under 20                                                                | Mondiali Under-20 2017 - Quarti di finale                                      | -                                                                              |                                                                                |
| 8-6-2017                                                                       | Jeonju                                                                         | Italia under 20                                                                | 1 – 3                                                                          | Inghilterra under 20                                                           | Mondiali Under-20 2017 - Semifinale                                            | -                                                                              | 69’                                                                            |
| 11-6-2017                                                                      | Suwon                                                                          | Uruguay under 20                                                               | 0 – 0 dts (1 – 4 dtr)                                                          | Italia under 20                                                                | Mondiali Under-20 2017 - Finale 3º posto                                       | -                                                                              |                                                                                |
| 5-9-2017                                                                       | Imola                                                                          | Italia under 20                                                                | 6 – 1                                                                          | Polonia under 20                                                               | Torneo Quattro Nazioni                                                         | -                                                                              | 60’ 81’                                                                        |
| 5-10-2017                                                                      | Gorgonzola                                                                     | Italia under 20                                                                | 1 – 5                                                                          | Inghilterra under 20                                                           | Torneo Quattro Nazioni                                                         | -                                                                              | 36’ 66’                                                                        |
| Totale                                                                         |                                                                                | Presenze                                                                       | 14                                                                             |                                                                                | Reti                                                                           | 2                                                                              |                                                                                |

## Palmarès

### Club

#### Competizioni nazionali
- Serie C: 1

Avellino: 2024-2025 (girone C)